# 八掌溪事件
23°27′12.4″N 120°31′40.4″E / 23.453444°N 120.527889°E
八掌溪事件為2000年7月22日發生於台灣嘉義縣的職業災害事件，4名工人於番路鄉吳鳳橋下游八掌溪河床上遭洪水圍困。輿論普遍認為救援系統協調遲滯，導致工人在受困2小時後被水沖走死亡。此事件透過媒體全程實況轉播，在台灣社會掀起巨大輿論，並暴露出救援的疏失；當日時值週六，一些官員甚至直到工人被沖走後仍不知有此事件。首次執政的民主進步黨政府面對輿論的痛批，數次向社會公開道歉，並且懲處相關官員。

## 事件經過
2000年7月22日17時10分左右，嘉義縣番路鄉八掌溪吳鳳橋段第五河川局派人在河床施工進行河床固體工程，事發前溪水已有上漲趨勢，工人察覺有異後有先行避難，但受雇主所迫，只好繼續施工，而後溪水突然暴漲，八名工人受困水中，其中四人因收拾東西走避不及，緊緊抱在一起站在溪中等待救援。趕到現場的消防隊因暴漲溪流流幅過寬，無法以拋繩槍進行救援，消防橡皮艇及民眾自發的救援嘗試也同樣無法靠近。現場雖提出直升機救援申請，但收到通報的國軍搜救中心與空中警察隊卻分別依事發地點海拔、距離與權責劃分不符等原因，一再退回申請。19時8分，四名工人在媒體的全國即時轉播及家屬目擊之下，先後遭溪水沖走罹難。

### 時間表
7月22日
- 17時10分，八掌溪水暴漲，四名工人受困溪床。承包商現場工地主任郭慶申以行動電話向嘉義縣消防局報案求援。
- 18時7分，國軍搜救中心海鷗中隊接獲嘉義縣消防局申請救援，海鷗中隊則依規定請嘉義縣消防局向國軍搜救中心申請。
- 18時10分，國軍搜救中心接受申請，但表示海拔2,500呎（約762公尺）以下的搜救勤務歸內政部警政署空中警察隊負責。
- 18時37分，嘉義縣消防局再轉空中警察隊台中分隊。
- 18時57分，空中警察隊認為要施救的地點在嘉義太遠，請海鷗中隊就近救援。海鷗直升機升空前須熱機15分鐘，當日日落時間為17時10分，已逾出勤安全時間。因此嘉義縣消防局再轉往空中警察隊台中分隊，台中分隊終於同意協助救援。
- 19時8分，四名工人遭溪水沖走。

7月23日
- 7時，行政院長唐飛獲悉此事。
- 12時15分，搜救人員於軍輝橋下游一公里處淤泥下30公分處尋獲一具遺體，並確認為罹難者林中和。

7月24日
- 上午，行政院長唐飛向總統陳水扁口頭請辭被慰留，並對相關人員做出懲處。台灣嘉義地方法院檢察署派出三名檢察官偵辦此案。

7月25日
- 13時55分，罹難者劉智之遺體於永欽橋上游被發現。

7月26日
- 15時15分，罹難者吳梅貴之遺體於二高頂六段下游一百公尺處被發現。
- 17時40分，最後一位罹難者楊子忠之遺體尋獲，證實四人全數罹難。

## 人物

### 罹難者
- 劉智（男，42歲，嘉義縣人，模板工人）
- 吳梅貴（女，40歲，嘉義縣人，模板工人）
- 林中和（男，70歲，台南縣人，泥水工人）
- 楊子忠（男，台南縣人，泥水工人）

## 各方反應
執政黨
7月24日早上，為釐清事件發生始末及責任歸屬，時任行政院院長唐飛親自主持檢討會議。唐院長在了解各相關機關救災過程後，當場告訴坐在旁邊一起開會的行政院副院長游錫堃，說事件發生主要原因是救災之「制度不夠健全、程序不夠明確、人員不夠積極」，各級人員雖有管理與訓練之責，但不應把全部責任推給他們，決定由自己辭職以負全責。游錫堃聽後感到極為震驚，因為新政府成立只有兩個月，行政院長辭職將涉及內閣總辭茲事體大，立即當場向唐飛表明代為負起政治責任，並立即打電話報告時任總統陳水扁慰留唐院長，同時表明自己可以代為辭職負責。當晚，游錫堃遞出辭呈，一肩扛起全部責任。唐飛院長於7月25日早晨批示：「副院長在組閣前後功勞績著，今為政局穩定挑起政治責任，本人至表感激，勉予同意報府。」辭呈經總統於7月26日核准生效，使游錫堃成為台灣史上任期最短的行政院副院長（67天）。民進黨主席謝長廷則認為，游錫堃為此事負責並不公平。
在野黨
國民黨主張，此事的責任不在請辭獲准的行政院副院長游錫堃。游錫堃主動請辭等於是一肩為新政府扛下八掌溪事件的所有責任，也避免了新政府開張二個月就要換龍頭的窘境，化解政局動蕩危機。

## 影響

### 政府層面
該事件由於輿論界各媒體的壓力與在野黨的全力抨擊之下，使甫上任不久的總統陳水扁的支持度一度嚴重下滑，陳水扁也因此兩次道歉。當時兼任行政院災害防救委員會主任委員的行政院副院長游錫堃因此辭職，行政院長唐飛亦處分許多相關官員。
2000年7月24日，政府為整合國內救災資源，強化國家救難機制，奉行政院指示，先由當時國防部國軍搜救協調中心為作業幕僚，並以任務編組方式成立行政院國家搜救指揮中心，後因救災仍宜編制於行政機關，於2003年改由內政部消防署承接作業幕僚及任務，目前國搜中心設於消防署廳舍，結合消防署、衛生署空中轉診審核中心輪值醫師共同執勤，達到快速反應救援、同步協調應變之運作機制。並且因應公有航空器分屬不同機關造成調度困難，在事件後，決定將內政部警政署空中警察隊、內政部消防署空中消防隊籌備處、交通部民用航空局航空隊、行政院海岸巡防署空中偵巡隊等四單位之航空器統一統籌分配，於2005年11月成立內政部空中勤務總隊。

### 新聞媒體層面
事發後媒體全天候不斷重複播放工人被沖走的畫面，引發全國的震驚與對政府的撻伐。媒體的過度報導與炒作新聞，尤其不斷重複受難者的鏡頭，也引發不少學者及教育者的批判。
雖然當時此事件發生所在地的地方政府（嘉義縣）為國民黨執政，但該河川為中央管河川，且具有實質救災能力的國軍搜救中心海鷗中隊或警政署空中警察隊皆歸中央政府管轄，因此輿論全力譴責民進黨執政的中央政府。

## 其他
- 事件發生後，類似的救援延誤事件，臺灣媒體多會以「八掌溪翻版」稱之。例如：2013年臺灣新竹縣的民宅火災[7]。
- 邱小妹事件
- 恩恩事件

## 外部連結
- 行政院災害防救委員會
- 內政部警政署 （页面存档备份，存于）
- 內政部警政署空中警察隊（页面存档备份，存于）
- 內政部消防署（页面存档备份，存于）
- 郭長成：八掌溪事件 （页面存档备份，存于）